# Leucoblepharis
Leucoblepharis é um género botânico pertencente à família Asteraceae.
A autoridade científica do género é Arn., tendo sido publicado em Mag. Zool. Bot. 2: 422. 1838.

## Espécies
Segundo a base de dados The Plant List, tem uma espécie descrita, com estatuto de não resolvida:
- Leucoblepharis subsessilis Arn.